# Fourme de Montbrison
De Fourme de Montbrison is een Franse kaas, afkomstig uit het bergachtige gebied van de Loire (28 gemeentes) en de Puy-de-Dôme (5 gemeentes).
De Fourme de Montbrison kent een lange geschiedenis, de legende wil dat de druïdes van de oude Galliërs al liefhebbers van deze kaas waren (de waarheid hiervan is niet na te gaan). Recenter en beter te traceren zijn de tienden-stenen in de negende-eeuwse kapel van La Chaulme (Monts du Forez). De tienden-stenen gaven de producten aan, waarvan de horige zijn tiende moest betalen, een van die 7 stenen geldt als de steen voor de Fourme.

Van origine werd de kaas op de boerderijen gemaakt. 's Zomers werd de kaas op het land gemaakt, in de “jasseries”, gebouwtjes die tegelijk stal en woning waren. De kaas werd verkocht op de regionale markten van Ambert en van Montbrison. Deze werkwijze had eind 19e eeuw z’n hoogtepunt, maar werd in de 20e eeuw vervangen door de kaasmakerijen, de fromageries.
In 1972 is er een AOC-keur ingesteld voor de Fourme de Montbrison en de Fourme d’Ambert samen: Fourme d’Ambert et de Montbrison AOC. In 2002 zijn de twee AOC’s gescheiden en is er een Fourme de Montbrison-AOC en een Fourme d’Ambert-AOC.
De Fourme wordt gemaakt van koemelk, die bij de start verwarmd wordt tot 32 °C. Aan de melk wordt een gist toegevoegd met melkzuurbacteriën en de penicillum Roqueforti-schimmel. Na het toevoegen van stremsel wordt de wrongel gesneden in kleine stukjes, met name om de wrongel en de wei optimaal te scheiden. De kleine wrongelbolletjes blijven nog een uur staan, in dat uur vormt zich om ieder bolletje een buitenlaagje. Na ene eerste uitlekfase wordt zout aan de wrongel toegevoegd. Bij het in de vormen doen van de wrongel zorgen die laagjes ervoor dat er kleine ruimtes met lucht in de kaas ontstaan. In een warme ruimte lekt de kaas in de vorm nog 24 uur verder uit. Voor de rijping is nu eerst de “piquage” nodig: in de kaas worden met naalden gaten geprikt die er voor moeten zorgen dat er lucht in het binnenste kan komen, zodat de schimmel zich goed kan ontwikkelen.
De rijping van de kaas vindt plaats gedurende minimaal 28 dagen bij een temperatuur van 8 tot 12 °C. De kaas die resulteert is een blauwaderkaas met een natuurlijke korst, geel-wit met rood-oranje adering. De kaas is iets geler dan de Fourme d'Ambert en heeft een iets minder uitgebreide blauwe adering.

## Onderscheid Ambert – Montbrison
De twee Fourmes zijn elkaars zusjes. Op de meeste vlakken is de behandeling identiek, op één punt wijken ze van elkaar af:
- de Fourme de Montbrison kent eerst een voor-afgiet fase, vervolgens wordt de wrongel gezouten voor ze in de vorm gedaan wordt om verder uit te lekken.
- de Fourme d’Ambert wordt beperkt afgegoten en wordt gezouten door de kaas met zout in te wrijven of door de kaas in een verzadigd pekelbad te laten weken.

Verder is het gebied waar de Fourme de Montbrison gemaakt wordt geografisch veel beperkter dan het gebied van de Fourme d’Ambert.